# Красноармійське (Денисовський район)
Красноармі́йське (каз. Красноармейск) — село у складі Денисовського району Костанайської області Казахстану. Входить до складу Красноармійського сільського округу.
Населення —  (2021; 399 у 2009, 484 у 1999,  у 1989).